# 陳志良 (台灣美術家)
陳志良（1955年—），在台南市出生成長的台灣水墨畫家、書法家、詩人，基督徒，藝術上師承朱玖瑩、歐豪年、江兆申、吳學讓、李蕭錕等先生，作有《台灣山水》（1、2集，1997年、2005年）、《水墨西拉雅》（2014年）等畫冊和《和風．人隨行》（2007年）等詩集。
出生在台南市中西區，家裡做豆腐，畢業於台南市立忠義國民學校（現台南市中西區忠義國民小學）、台南市立金城初級中學（現台南市立金城國民中學）、台南第二中學高中部（現國立台南第二高級中學）和中國文化大學（美術學系，1978年－1982年），後入台南神學院研究部讀神學（1997年－2002年）。
自高中師從書法家朱玖瑩研習書法，為其日後的水墨創作奠定基礎，大學時得到歐豪年、江兆申、劉學讓、李蕭錕等多位老師指導。 
作品曾在台灣台北市立美術館、台中市立文化中心、台南市立文化中心等公、民營藝文場域和日本大阪INTEX OSAKA、長野縣飯田市美術館等多處展出。
已婚，育有1子。
曾任財團法人台南市文化基金會執行委員、台南市政府文化局「府城美展」評審委員與古風書藝學會理事長。

## 藝術年表

### 個展
- 1985年，台北市（首次個展）
- 1986年，台中市
- 1987年，台南市
- 1989年，台北市、台中市
- 1990年，台南市
- 1994年，台南市
- 1999年，台南市、台中市
- 2000年，台中市、台南市
- 2002年，台南市
- 2005年，台南市、台北市
- 2007年，台北市、台南市
- 2008年，台中市
- 2010年，台南市
- 2011年，高雄市
- 2012年，台南市
- 2013年，台南市
- 2015年，高雄市

### 聯展
- 1984年，首次聯展（與陳芷農先生聯合）
- 1985年，台北市
- 1989年，台南市
- 1990年，台南市
- 1991年，台南市
- 1992年，台南市
- 1993年，台南市
- 1994年，台南市
- 2001年，高雄市
- 2010年，台南市
- 2013年，日本國大阪府大阪市（Sniff Out 2013，INTEX OSAKA國際展示場）
- 2014年，日本國長野縣飯田市（下伊那現代藝術文化交流展，飯田市美術館）